# See No Evil (película)
See No Evil es una película de terror dirigida por Gregory Dark, escrita por Dan Madigan, producida por Joel Simon, y protagonizada por el luchador profesional Kane. Es la primera película importante producida por WWE Films y fue estrenada por Lions Gate Entertainment el 19 de mayo de 2006.
La película pasó por muchos títulos diferentes de trabajo antes que el título definitivo de See No Evil fuese elegido. El título de trabajo original de la película era Eye Scream Man, pero fue cambiado posteriormente a The Goodnight Man, luego Goodnight antes de decidirse por See No Evil.

## Trama
El oficial de policía Frank Williams (Steven Vidler) y su compañero, Blaine (Corey Parker Robinson), entran en una casa abandonada donde encuentran a una joven rehén, con los ojos arrancados. De repente, Frank es atacado y luego Blaine salvajemente asesinado por un desconocido con un hacha. Frank se las arregla para luchar contra el hombre, pero su brazo se rompe en el proceso. En la secuela, los detectives encuentran siete cuerpos en la casa, todos los cuales tienen sus ojos arrancados.
Cuatro años más tarde, Frank está cogiendo a un grupo de delincuentes -Russell Wolf (Mikhael Wilder), Richie Bernson (Craig Horner), Christine Zárate (Christina Vidal), Zoe Warner (Rachael Taylor), Michael Montross (Luke Pegler), Vanning Kira (Samantha Noble), Tyson Simmons (Michael J. Pagan) y Melissa Beudroux (Penny McNamee)-, para limpiar el abandonado hotel Blackwell con el fin de convertirlo en un refugio para indigentes, según ha explicado la propietaria Margaret (Cecily Polson). A medida que los delincuentes trabajan, no se dan cuenta de que un psicópata solitario llamado Jacob Goodnight (Kane) ha entrado en el hotel. Tyson y Richie deciden buscar la caja fuerte del dueño anterior, que nunca se recuperó después del incendio que se desató en el hotel, mientras que Kira va a reunirse con Michael, su abusivo exnovio, que fue quien la envió a la cárcel. 
Buscando la caja fuerte, Tyson y Richie descubren un cadáver. Richie se asusta e intenta irse pero es atacado por Goodnight, que lo arrastra hasta un ascensor frente a Tyson que estaba aterrorizado. Margaret se da cuenta de que el ascensor está siendo utilizado e informa a la compañera de Frank, Hannah (Tiffany Lamb), que va a comprobar si todos están en sus habitaciones. Sin embargo, el ascensor no se detiene y lleva a Hannah a los pisos dañados del hotel, donde es rápidamente asesinada por Goodnight, arrancándole los ojos. Por otra parte, Christine se compromete a ayudar a Kira a escapar del hotel después de encontrar a Michael hiriéndola en el baño. 
Mientras Kira intenta escapar, es atacada por Goodnight y la arrastra hacia el montacargas. Christine, Frank y Margaret llegan justo cuando es asaltada, y Christine informa a Frank de que los demás se han ido a un club de alterne para hacer una fiesta. Mientras que Margaret se queda atrás para llamar a la policía, Christine y Frank entran en el ascensor, donde encuentran la sangre de Hannah, antes de chocar contra Tyson, quien les advierte de que el hombre se llevó a Richie. 
Frank se da cuenta de que es Goodnight, antes de que un gancho le pase por la barbilla y lo arrastre lejos, descargando su cuerpo delante de Tyson y Christine. Kira es tomada como rehén por Goodnight debido a sus tatuajes religiosos. Ella despierta en la guarida de Goodnight, donde Richie está atado. Goodnight pronto aparece y le saca los ojos a Richie, antes de que veamos un retroceso a la infancia de Goodnight (encerrado en una jaula, ahogándose en la ducha, y viendo a una mujer atada con los ojos arrancados por su madre), lo que sugiere que la cantidad de muertes se deben a abuso religioso. 
Mientras tanto Zoe, Michael, Russell y Melissa están tomando drogas en el club. Poco después, Russell y Melissa se marchan para tener intimidad. Mientras se lían, son atacados por Goodnight. Se las arreglan para escapar y esconderse en una habitación, donde se dan cuenta de que pueden salir por la ventana para llegar a la planta baja del hotel. Russell baja a Melissa por la ventana con una cuerda, pero es apuñalado a muerte por Goodnight, y deja caer a Melissa. La cuerda se detiene antes de que se golpee la cabeza contra el suelo, pero ella se rompe la mano en el impacto, lo que lleva a un grupo de perros callejeros a devorarla. Zoe y Michael se hartan uno del otro y tratan de volver a sus habitaciones, pero son atacados por Goodnight. Se esconden, pero Zoe es encontrada cuando su teléfono móvil suena. Ella pide ayuda, pero Goodnight mete el teléfono en su garganta, matándola. 
Christine y Tyson deciden quedarse y tratar de encontrar a Kira, y se topan con Michael. Goodnight los encuentra y Christine junto con Tyson escapan a través del hueco del ascensor, olvidándose de Michael, que es violentamente golpeado por Goodnight. Christine y Tyson encuentran la guarida de Goodnight y crean una distracción para liberar a Kira. Cuando Christine intenta abrir la jaula de Kira, Tyson intenta distraer a Goodnight combatiéndolo, pero se electrocuta con su pistola eléctrica antes de ser aplastado por una bóveda. Christine se esconde de Goodnight. 
Margaret aparece inesperadamente y se revela ser la madre de Goodnight. Margaret le dice a Kira que atrajo a Frank de vuelta al hotel para vengarse de él por herir a su hijo cuatro años antes, y que los presos tenían que morir porque todos estaban llenos de pecado, incluso ella. Margaret intenta dispararle a Kira, pero Goodnight la mata por accidente, tirándola hacia un clavo grande que la empala. Goodnight se pone furioso por la muerte de su madre, y está a punto de matar a Kira cuando esta trata de ayudar a Christine. Goodnight ahorca a Kira y a Christine al mismo tiempo pero Kira es lanzada lejos y los intentos de arrancar los ojos de Christine son frustrados por Michael, que aparece y lo golpea desde detrás, dando a las niñas el tiempo de esconderse. Goodnight las busca en la habitación en la que se han escondido, pero los tres lo toman por sorpresa, enviándolo a la ventana para caer a su muerte. Los tres sobrevivientes salen hacia la libertad. Después un perro orina en los orificios oculares de Goodnight.

## Recepción
La película se estrenó el 19 de mayo de 2006 y recaudo 4 581 233 dólares de apenas 1257 cines. Se llegó a recaudar 15 003 884 dólares en la taquilla de EE. UU. con un presupuesto de $ 8 000 000. La película ha recibido críticas muy negativo con Rotten Tomatoes dándole un 9% en calificación general.

## Estreno en DVD
See No Evil se lanzó en DVD el 28 de noviembre de 2012. El DVD incluye comentario en audio por el escritor Dan Madigan, director Gregory Dark, coproductor ejecutivo Jed Blaugrund y Kane. La película finalmente hizo 45.160.000 dólares en siete semanas. En Australia, See No Evil fue lanzado el Miércoles 28 de mayo de 2013.

## Secuela
El 6 de agosto de 2013, WWE Studios anunció una secuela de la película, con Kane retomando su papel como Jacob Goodnight. La película fue dirigida por las hermanas Soska, y protagonizada por Danielle Harris, Katharine Isabelle, Chelan Simmons, Kaj-Erik Eriksen, Greyston Holt, Lee Majdoub y Michael Eklund. El rodaje comenzó el 23 de septiembre en Vancouver, Columbia Británica, y terminó el 11 de octubre de 2013. See No Evil 2 se estrenó directamente en DVD el 21 de octubre de 2014.